# 馬里亞貝
馬里亞貝（西班牙語：Mariabé），是巴拿馬的城鎮，位於該國中南部，由洛斯桑托斯省的佩達西區負責管轄，面積45.9平方公里，海拔高度101米，2010年人口319，人口密度每平方公里6.9人。